# Église de l'Assomption-de-la-Vierge de Rosnay-l'Hôpital
L'église de l'Assomption-de-la-Vierge est une église située à Rosnay-l'Hôpital, en France.

## Description

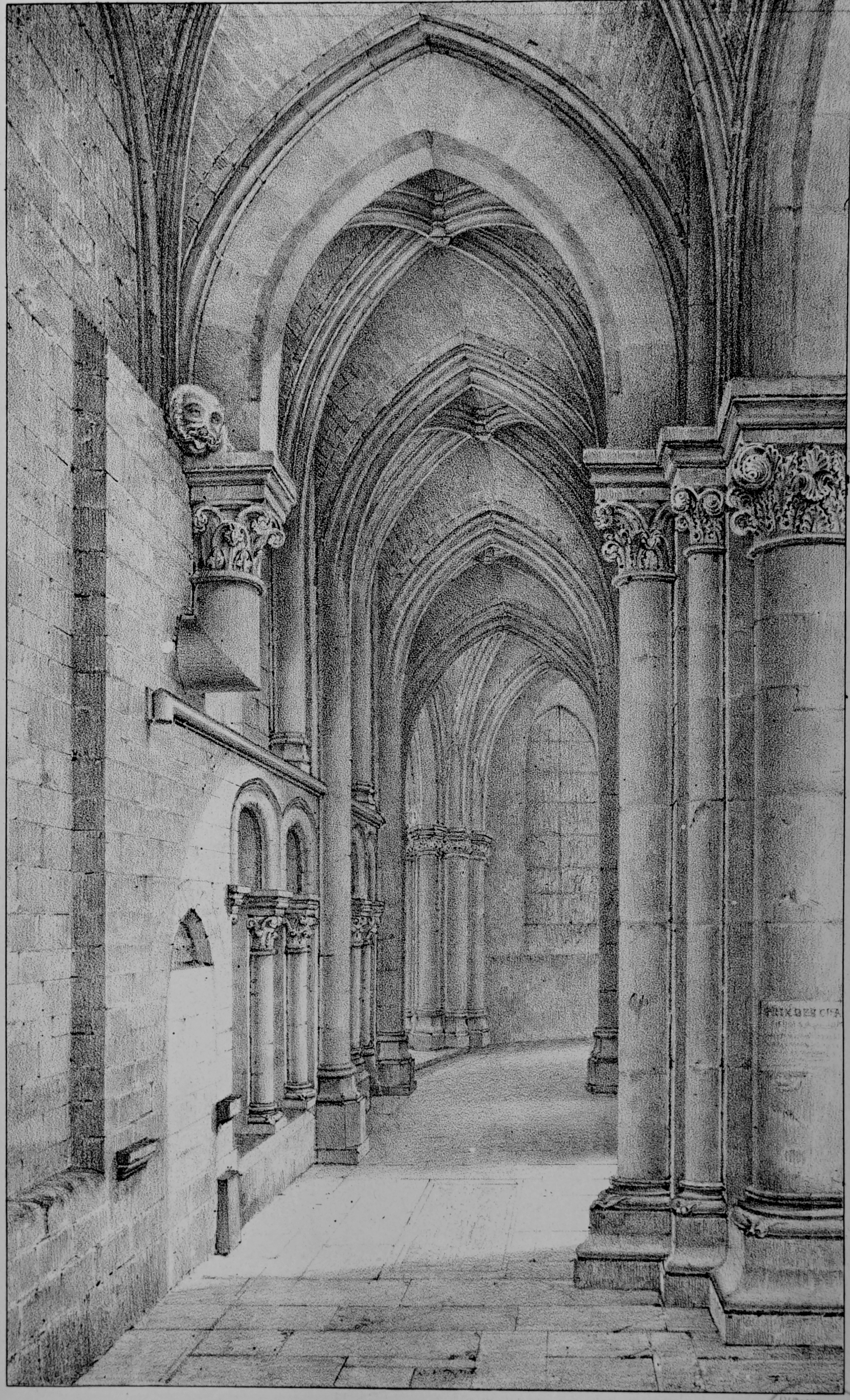
Bas côté de l'église supérieure par Charles Fichot.

Elle a la particularité d'être sur deux niveaux, la salle basse est la plus ancienne et a des parties du XIIe siècle, mur nord et celui de l'est. Elle est citée en 1035 et semble être dédiée à Thomas de Canterbury.
La partie haute a des piliers du XVe mais est majoritairement du XVIe siècle. Il reste néanmoins des traces du XIIe dans le mur nord du collatéral et des deux piliers de la troisième travée. Elle fut consacrée en 1561 (?) par Antoine Caraccioli évêque de Troyes. Elle a une tour sur la partie nord du portail occidental.

### Mobilier
Elle possède un mobilier du XVIe siècle comme :
- Une Vierge de pitié en calcaire polychrome,
- Une statue de Pierre (apôtre)[2],
- Dalle funéraire de Nicolas Lefevre et de Simone Gombault[3].
Du XVIIe siècle le :
- Monument funéraire contenant le cœur de Jacques Berbier du Metz[4], en calcaire sculpté ayant des traces de polychromie,
- Dalle funéraire de Gaond Berbier, Marguerite Collignon, Jacques Berbier et Marguerite Vasson[5],
- Trois statues par Bancelin de Joinville : saint Thomas Becket, saint Jean et Marie-Madeleine[6].

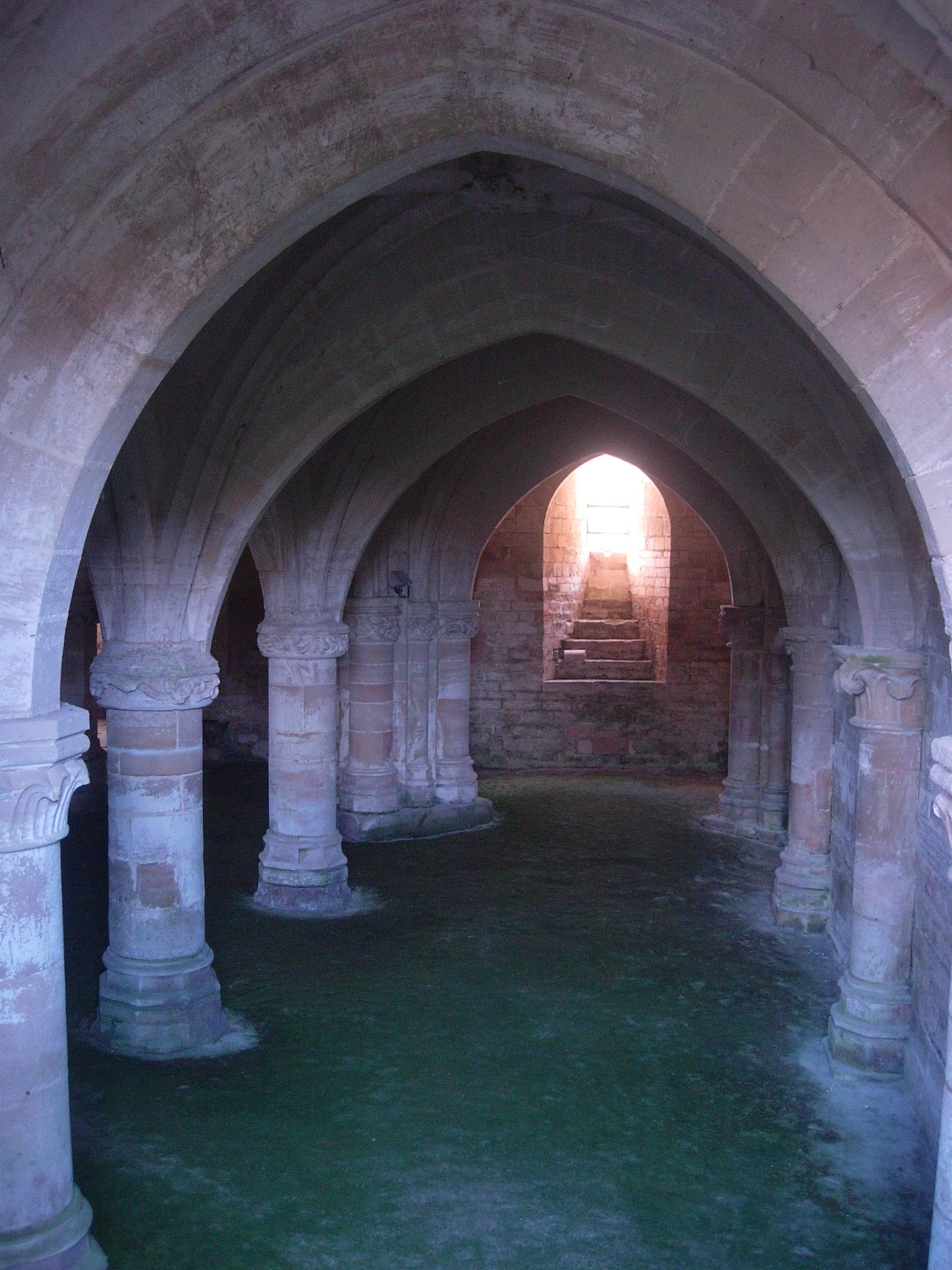
L'église basse
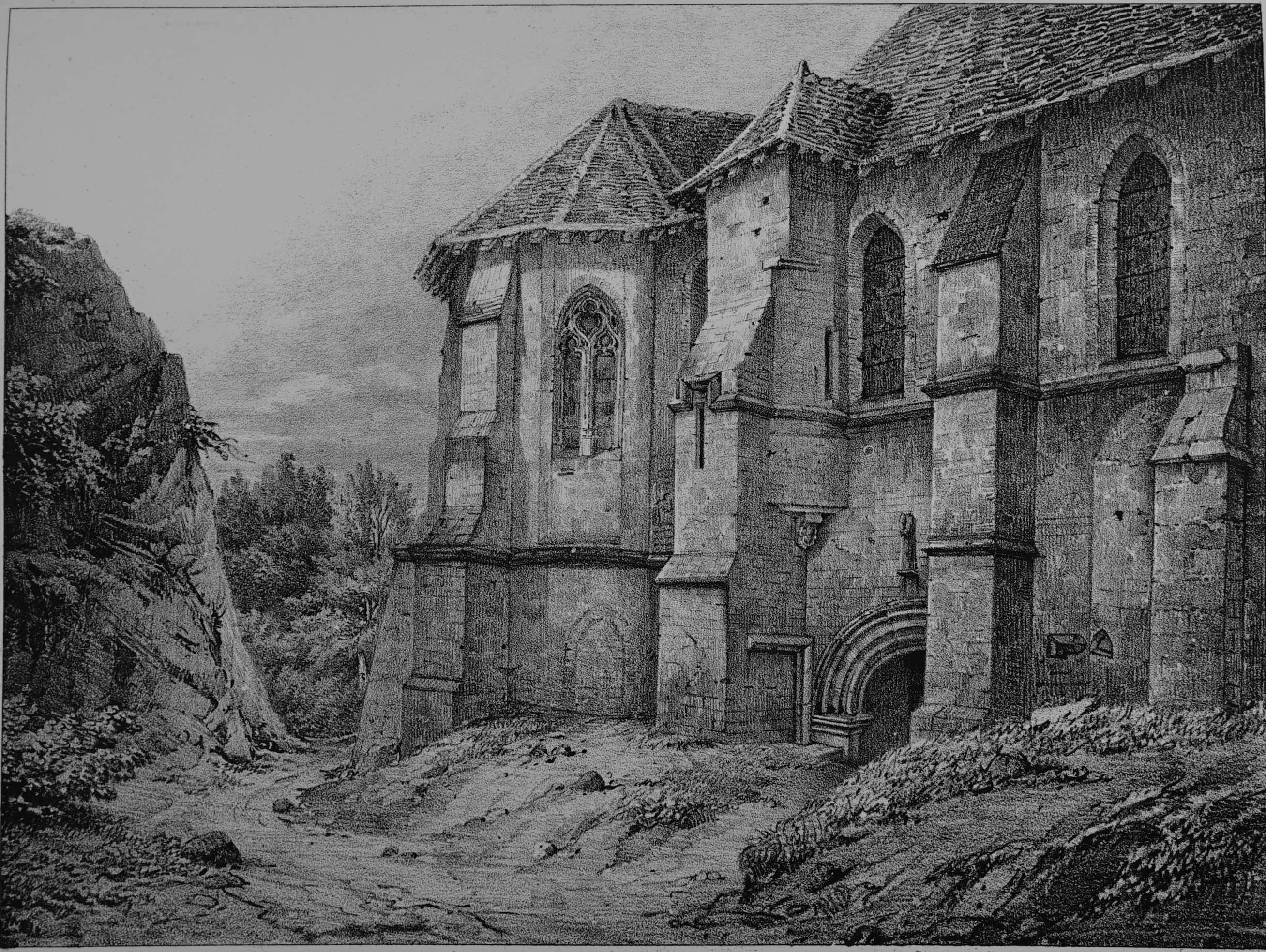
son entrée,
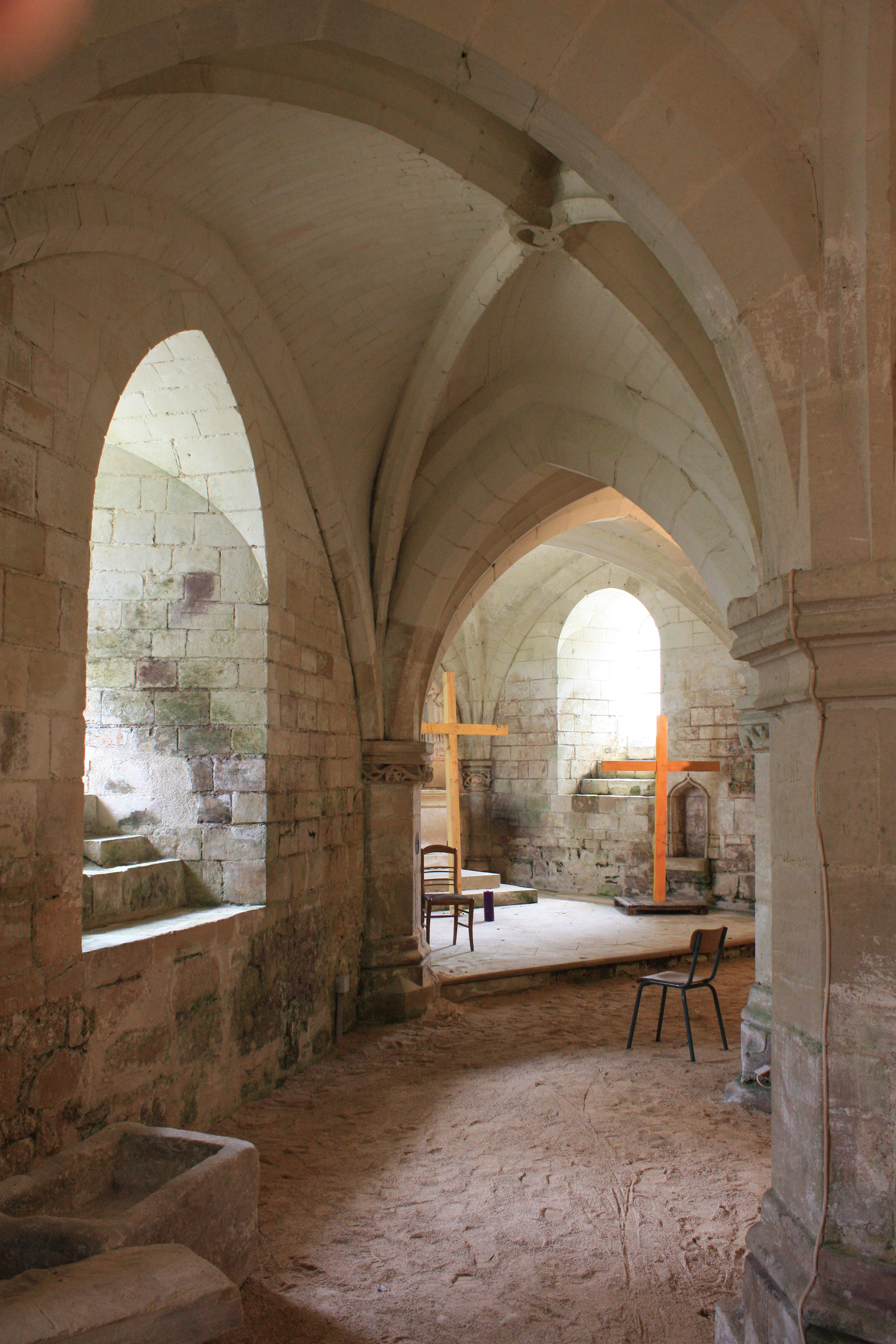
salle,
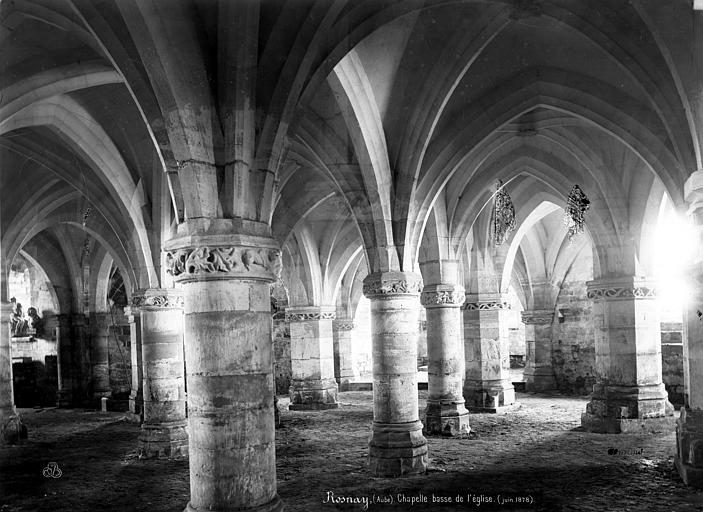
salle basse,
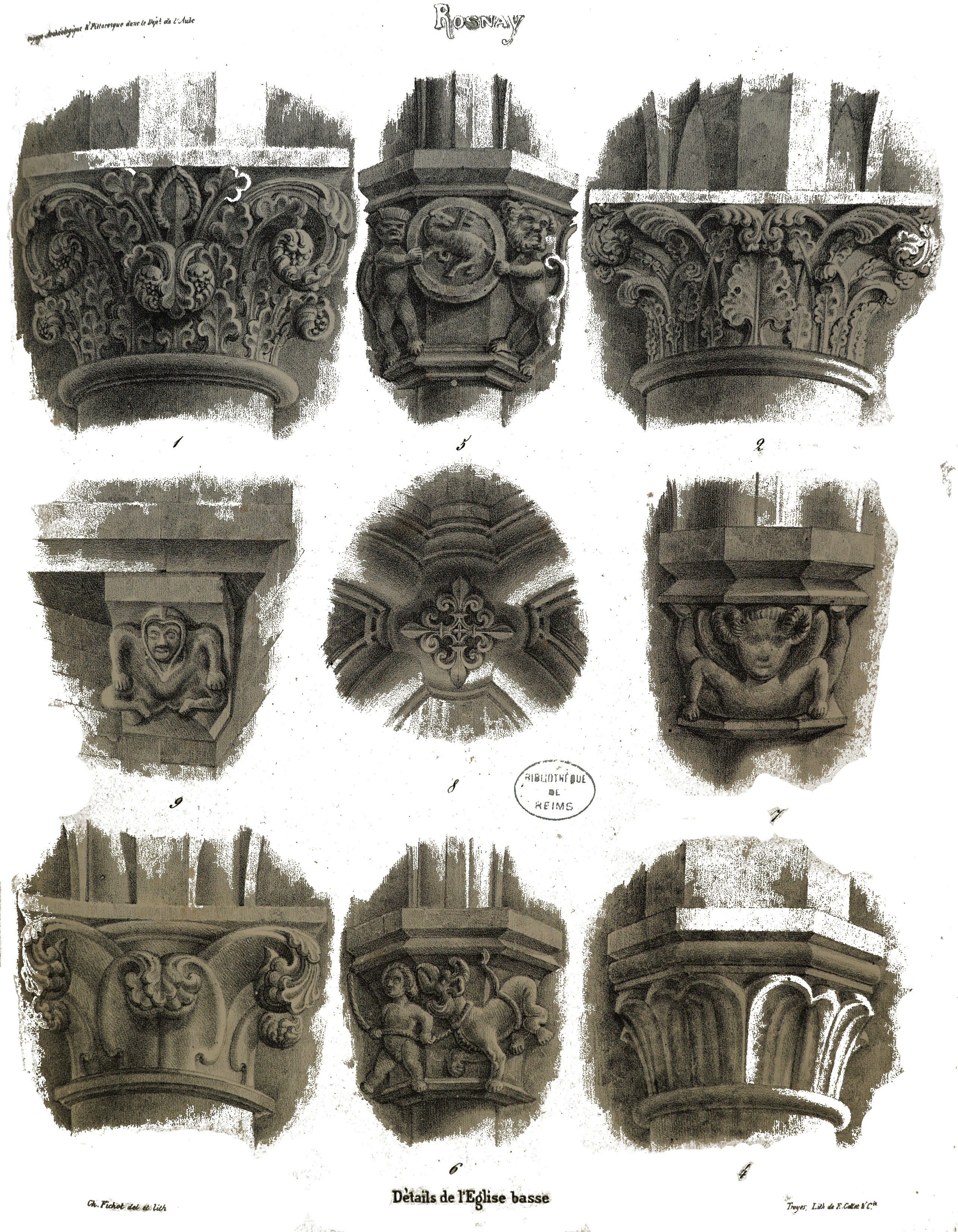
détails en particulier de chapiteaux.

## Localisation
L'église est située sur la commune de Rosnay-l'Hôpital, dans le département français de l'Aube.

## Historique
Citée en 1035 par l'évêque de Troyes Mainard, elle garde peu de traces de ses premières constructions.
L'édifice est classé au titre des monuments historiques par la liste de 1846.